# Keith Levene
Julian Keith Levene, född 18 juli 1957 i Muswell Hill, Haringey, London, död 11 november 2022 i Norfolk, var en brittisk gitarrist och låtskrivare mest känd som medlem i gruppen Public Image Ltd. Levene var först medlem i både The Clash och The Flowers of Romance (där även Sid Vicious var med innan Sex Pistols-tiden), men Levene spelade inte in något material med dessa båda band men var med och skrev Clash-låten "What's My Name". Efter att Sex Pistols upplösts bildade Levene och tidigare Sex Pistols-medlemmen Johnny Rotten Public Image Ltd.
Keith Levene avled i sviterna av levercancer.